# Comme des abeilles
Comme des abeilles est un film à sketches germano-britannico-israélo-tchéco-croate réalisé par Boaz Debby, Simon Dolensky, Toma Kratchvil, Michael Lennox et Igor Seregi, sorti le 27 juillet 2012.

## Synopsis
Ahmad attend le bus, Nira corrige ses copies, Matija recolle ses chaussures, Ralf est dans les embouteillages, le prêtre s’habille… Il est 9 heures, tous s’apprêtent à aller au travail. Seulement, entre rencontres fortuites et obstacles inattendus, leur matinée ne va pas se passer comme prévu. Ce bouleversement va pousser ces 5 personnes à repenser à leur vie.

## Fiche technique
- Titre original : Košnice
- Titre international : Hives
- Réalisation :
- Scénario :
- Photographie :
- Montage :
- Musique :
- Langue :
- Sous titrage : anglais
- Budget : 225 000€
- Pays d'origine :  Croatie /  République tchèque /  Royaume-Uni /  Israël /  Allemagne
- Format : Couleur - 16/9
- Genre : Comédie dramatique
- Durée : 71 minutes
- Dates de sortie :
  - Espagne : 27 juillet 2012 (Festival international du film de Saint-Sébastien)
  - France : 18 mars 2015

## Distribution

### Acteurs principaux
- Akbar Kurtha : Ahmad
- Stefan Lampadius : Ralf
- Nili Tserruya : Nira
- Lubos Veselý : Le prêtre
- Ozren Grabaric : MAtija

### Acteurs secondaires
- Theo Barklem-Biggs: Lee
- Milivoj Beader : Travailleur
- Linda Begonja : Roza
- Sabrina Haus : Katja
- Steffen Jürgens : Speaker (vote)
- Ljubomir Kerekes : Alojz
- Hrvoje Klobucar : Voisin Kozina
- Ana Maras : Reporter
- Bojan Navojec : Miran

### Origine du film
Film réalisé comme une collaboration entre étudiants de plusieurs écoles de cinéma: 
- l’Académie des arts dramatiques de Zagreb,
- la Sam Spiegel Film and Television School de Jerusalem,
- la National film and television school de Londres,
- l’International filmschule de Cologne
- la film and Tv school of academy of performing arts à Prague

Une jeune étudiante en master de l’académie des arts dramatiques de Zagreb, Ivan Kelava, réunit de jeunes réalisateurs et scénaristes en Croatie. Le concept du film a été développé pendant cet atelier d’écriture.
En mars 2011, après cet atelier d’écriture, 5 équipes tournent le film depuis leurs pays puis se retrouvent, à Zagreb, pour monter le film.

## Récompenses et distinctions
- Gagnant du “EXYU Génération Next”  du Skena UP international students Film and theatre Festival, Kosovo
- 52th Pula Film Festival 2012, Croatie - Compétition Nationale
- 15th Motovun Film Festival 2012
- Festival international du film de Saint-Sébastien 2012 - International students film meeting 2012
- International student film festival de Tel Aviv en 2012
- Visegrad Film Forum de Bratislava en mars 2014